# Melhor vermelho do que morto
"Melhor vermelho do que morto" ou "melhor morto do que vermelho" (em inglês: better red than dead; better dead than red) foram slogans políticos usados durante a Segunda Guerra Mundial pela Alemanha e durante a Guerra Fria pelos Estados Unidos e outros países, sendo o vermelho a cor emblemática do comunismo.
A primeira frase "melhor vermelho do que morto" é frequentemente creditada ao filósofo britânico Bertrand Russell. No entanto, em seu livro de 1961 Has Man a Future? ele atribui a frase aos "amigos da paz da Alemanha Ocidental". De qualquer forma, Russell concordou com este sentido, tendo escrito em 1958 que "se não restar outra alternativa, exceto a dominação comunista ou a extinção da raça humana, a alternativa anterior será o menor de dois males", e o slogan foi adotado pela Campanha pelo Desarmamento Nuclear, que ele ajudou a fundar.
O primeiro uso conhecido em inglês de qualquer um dos termos ocorreu em 1930, muito antes de sua ampla popularidade. Em um editorial que criticava John E. Edgerton, um empresário do Tennessee que ordenou orações matinais em suas fábricas para ajudar a afastar "ideias perigosas", a The Nation escreveu sarcasticamente:

Já é tempo de os trabalhadores aprenderem a viver pela fé, não pelo trabalho. Quanto aos fracos que possam cair pelo caminho e morrer de fome, que o país os enterre sob o epitáfio: Melhor Morto do que Vermelho.
O primeiro uso conhecido de "melhor vermelho do que morto" ocorreu em agosto de 1958, quando o Oakland Tribune escreveu: "A frase popular 'melhor vermelho do que morto' perdeu o apelo que já teve". Com a febre anticomunista que se instalou em meados do século, a versão "melhor morto do que vermelho" tornou-se popular nos Estados Unidos, especialmente durante a era McCarthy.
Com o fim da Guerra Fria as frases foram cada vez mais reformuladas à medida que seus significados originais diminuíam. Por exemplo, "melhor morto do que vermelho" às vezes é usado nas escolas dos Estados Unidos como uma provocação destinada a crianças de cabelos ruivos. Em tempos mais recentes, com o aumento do uso das cores vermelho e azul para denotar os partidos Republicano e Democrata dos EUA, respectivamente, a frase encontrou algum valor entre os democratas americanos. Alguns grupos de extrema-direita, como o Patriot Front [en], também usaram a frase para demonstrar sua rejeição ao conservadorismo tradicional do Partido Republicano na busca de uma etnocracia.

## Outros idiomas
As frases podem ter sido inventadas ou inspiradas pelos alemães. O folclorista Mac E. Barrick a vinculou a Lewwer duad üs Slaav ("melhor morto do que escravo"), uma frase usada pelo poeta prussiano Detlev von Liliencron em sua balada Pidder Lüng. Mais tarde, na Alemanha Nazi, o eslavo substituiu o escravo, dando aos antieslavos a frase "melhor morto do que eslavo".
Também durante o período nazista, lieber tot als rot ("melhor morto do que vermelho") foi usado como slogan. Não é claro se foi inspirado em uma das frases em inglês. Na Rádio Werwolf, na qual o ministro da propaganda Joseph Goebbels espalhava numerosos slogans de perseverança, o slogan lieber tot als rot foi usado publicamente pela primeira vez no final da Segunda Guerra Mundial para motivar o exército e a população alemã a combater o Exército Vermelho até o fim. O próprio Goebbels adotou seu slogan literalmente pois cometeu suicídio antes que o Exército Vermelho pudesse capturá-lo. O slogan oposto, lieber rot als tot ("melhor vermelho do que morto"), também foi popular entre os falantes de alemão durante a Guerra Fria.
No forte movimento pacifista na França em 1937, Jean Giono, porta-voz principal, perguntou: "O que de pior pode acontecer se a Alemanha invadir a França? Se tornar alemão? Da minha parte, prefiro ser um alemão vivo do que um francês morto."
Outra versão da frase ocorreu na Espanha Franquista, adaptada para Antes roja que rota ("melhor vermelho do que quebrado"), em referência à ameaça representada por grupos separatistas nas regiões da Catalunha e no País Basco.